# Свіфт нікарагуанський
Свіфт нікарагуанський (Cypseloides cryptus) — вид невеликих птахів родини серпокрильцевих (Apodidae).

## Поширення
Вид поширений в Центральній Америці та на півночі Південної Америки від Мексики на південь до Перу та на схід аж до Суринаму.

## Опис
Птах має довжину близько 15 см і важить близько 35 г. Статі однакові. У нього темно-коричневе тім'я і щоки, коротка біла смужка над оком, біле підборіддя і темно-коричневе горло. Спина та круп чорно-коричневі, а крила та хвіст трохи темніші. Нижня сторона блідіша за спину та круп, а нижня сторона крила блідіша за верхню.